# Naruskajärvi och Kullajärvi
Naruskajärvi och Kullajärvi är en sjö i Finland. Den ligger i kommunen Salla i landskapet Lappland, i den norra delen av landet, 800 km norr om huvudstaden Helsingfors. Naruskajärvi och Kullajärvi ligger 262,7 meter över havet. Arean är 1,23 kvadratkilometer och strandlinjen är 9,15 kilometer lång. Sjön  ingår i Kemi älvs huvudavrinningsområde.   
I övrigt finns följande vid Naruskajärvi och Kullajärvi:
- Moukajärvi (en sjö)
- Porttiköngäs (en fors)